# 阿爾巴卡羅琳娜城堡

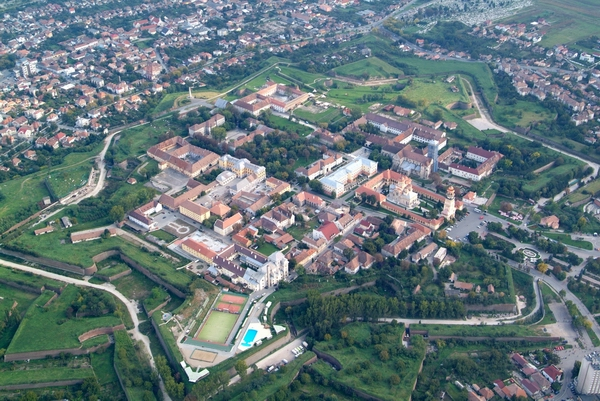

阿爾巴卡羅琳娜城堡（羅馬尼亞語：Cetatea Alba Carolina）是一座位於羅馬尼亞阿爾巴尤利亞的星形城堡。這座城堡於1715年11月4日開始修建，當時特蘭西瓦尼亞地區由哈布斯堡王朝統治。